# Aldeaseca
Aldeaseca ist ein zentralspanischer Ort und eine Gemeinde (Municipio) mit 203 Einwohnern (Stand: 2024) in der Provinz Ávila in der Autonomen Region Kastilien-León. 

## Lage und Klima
Aldeaseca liegt auf der Südseite der Sierra de Gredos in der Provinz Ávila in einer Höhe von ca. 860 m. 
Die Entfernung nach Ávila beträgt knapp 43 km (Fahrtstrecke) in südsüdöstlicher Richtung. Das Klima ist gemäßigt bis warm; der Regen (ca. 447 mm/Jahr) fällt mit Ausnahme der trockenen Sommermonate übers Jahr verteilt.

## Bevölkerungsentwicklung
| Jahr      | 1970 | 1981 | 1991 | 2001 | 2011 | 2021 |
| Einwohner | 569  | 435  | 415  | 330  | 270  | 219  |

## Sehenswürdigkeiten

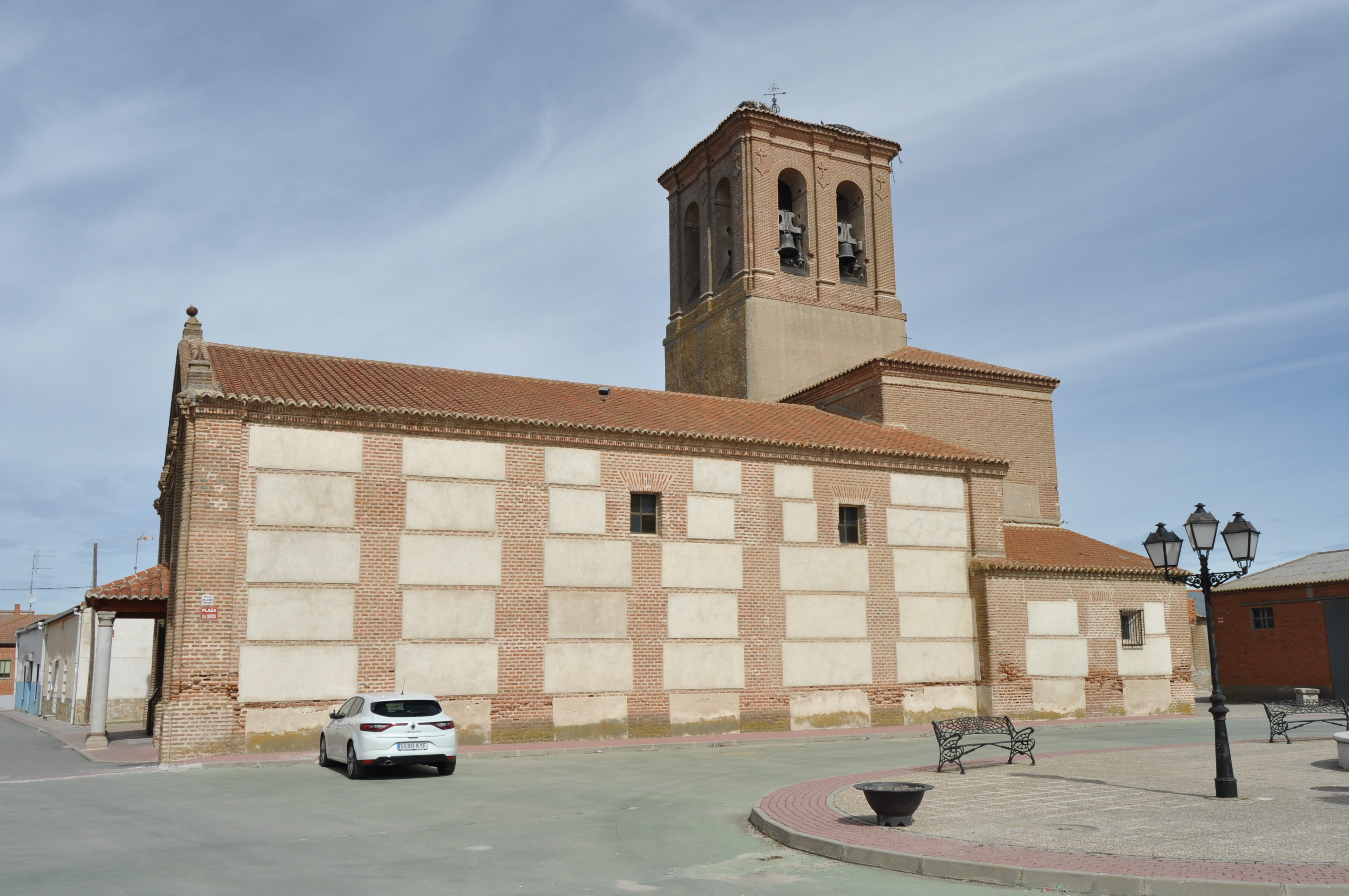
Michaeliskirche

- Michaeliskirche